# Arturo Noguerol Buján
Arturo Noguerol Buján (Ourense, 6 de maig de 1892 - Ferrol, 12 de setembre de 1936) fou un intel·lectual de tendència galleguista, assassinat pels feixistes en començar la guerra civil espanyola.

## Biografia
Es va llicenciar en Dret a la Universitat de Salamanca. Amic de Vicente Risco, va participar en la publicació La Centuria que fou de vital importància per al pas d'una generació d'intel·lectuals orensans al galleguisme de les Irmandades da Fala, el que donaria origen el Grup Nós. Va col·laborar en la revista Nós i a A Nosa Terra. Treballà com a secretari de l'administració local a Pereiro de Aguiar, Avión, Rianxo i Serantes. Quan exercia a Serantes va ser detingut, oficialment per propalar notícies tendencioses, després de la revolta de l'exèrcit en l'any 1936 i "passejat", apareixent el seu cos en una fossa de la carretera de Ferrol.

## Obra
- Parolas sobre a propiedá, 1918 (publicat a La Región).

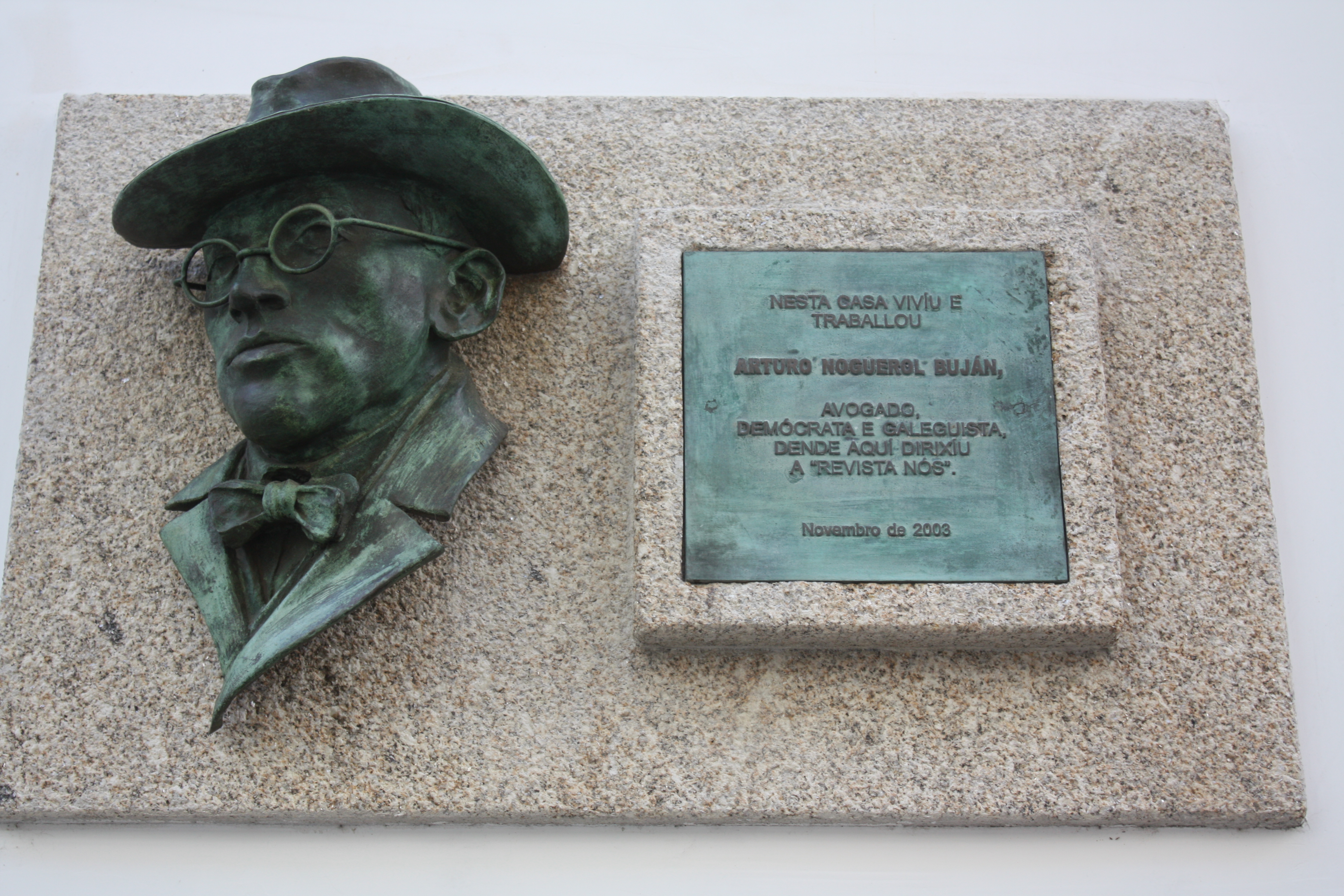
Placa a la casa on va viure.